# Ado Ekiti
Ado Ekiti (alternativno Ado-Ekiti ili samo Ado) glavni je grad nigerijske savezne države Ekiti. Nalazi se 150 km istočno od Ibadana i isto toliko od obale Gvinejskog zaljeva. Regionalno je središte trgovine jamom, pamukom, maniokom, žitaricama i duhanom.
Naselje datira iz 15. stoljeća. Godine 1893. zauzeli su ga Britanci i pripojili kolonijalnim posjedima.
Prema popisu iz 1991., Ado Ekiti ima 156.122, a prema procjeni iz 2010. 378.519 stanovnika. Većinu populacije čine pripadnici naroda Yoruba.